# Eanjum
Eanjum (niederländisch Anjum) ist ein Dorf im Nordosten der Gemeinde Noardeast-Fryslân in der niederländischen Provinz Friesland. Es hat 1.070 Einwohner (Stand: 1. Januar 2024).

## Geschichte
Eanjum wurde um das Jahr 1000 wahrscheinlich durch einen Mann namens Ane auf einer Warft gegründet. Bei der Allerheiligenflut 1570 starben 530 Bewohner aus Eanjum. In der Weihnachtsflut 1717 verloren 53 Einwohner aus Eanjum ihr Leben.
Von 1913 bis 1935 war Eanjum die Endstation der Dokkumer Lokaaltje, einer nordfriesischen Eisenbahnlinie. Die Bahnhaltestelle steht noch heute.
In Eanjum findet sich die Michaëlkerk, eine um 1100 erbaute Kirche aus Tuff.

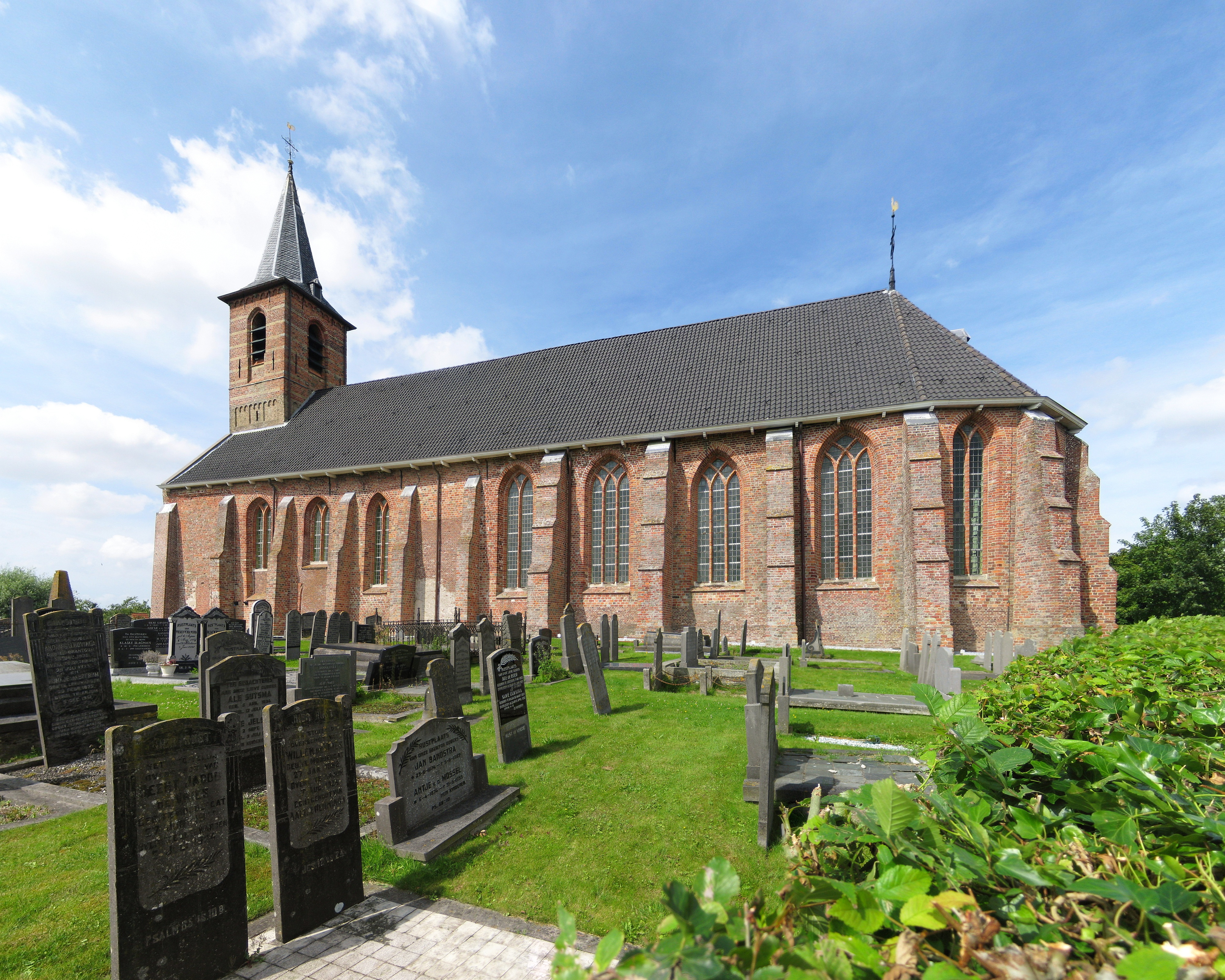
Die Michaëlkerk